# Улица Григория Чухрая (Мелитополь)
Улица Григория Чухрая (укр. Вулиця Григорія Чухрая) — улица Мелитополя, идущая от улицы Петра Дорошенко (район Кирова) до улицы 8 Марта. Пересекается с объездной улицей Воинов-Интернационалистов. Состоит преимущественно из частного сектора. Часть улицы имеет асфальтное покрытие (ул. Петра Дорошенко — ул. Воинов-Интернационалистов), часть — грунтовое (ул. Воинов-Интернационалистов — ул. 8 Марта).

## Название
Улица названа в честь Григория Чухрая — советского кинорежиссёра, обладателя множества международных кинопризов, уроженца Мелитополя.

## История
Впервые упоминается как Южная улица в 1924 году в «Списке исчисления подоходного налога 1-2 с лиц, проживающих в Новом Мелитополе». В том же году упоминается ещё раз, но уже как Красная улица.
17 июня 1929 года получила название улица Артёма. Примечательно, что в этот же день один из многочисленных на то время переулков Чичерина был, в свою очередь, назван Южным.
В 2016 году улица Артёма была переименована в честь Григория Чухрая, согласно закону о декоммунизации.

## Интересные факты
- До того, как Южная улица была переименована, улицей Артёма называлась часть современной Молочной улицы. Также в разное время существовало два переулка Артёма.[2]